# مرغ حق آفریقایی
مرغ حق آفریقایی (نام علمی: Otus senegalensis) نام یک گونه از سرده مرغ حق است.